# Sint-Petrus-en-Pauluskerk (Krakau)
De Kerk van de Heilige Apostelen Petrus en Paulus (Pools: Kościół Świętych Apostołów Piotra i Pawła) is een rooms-katholiek kerkgebouw in het centrum van Krakau. De barokke kerk werd tussen 1597-1619 door Giovanni Maria Bernardoni gebouwd en behoort sinds 1842 tot de Allerheiligenparochie. In 1960 kreeg de kerk de status van basiliek.

## Geschiedenis
De Sint-Petrus-en-Pauluskerk is het eerste gebouw in Krakau dat geheel in barokke stijl werd opgetrokken en misschien zelfs het eerste barokke gebouw van het huidige Polen. De kerk werd in opdracht van  koning Sigismund III opgericht voor de jezuïeten. Het plan van een kruisvormige basiliek ontstond op de tekentafel van de Italiaanse architect Giovanni de Rossi. Zijn ontwerp werd aanvankelijk uitgevoerd door Józef Britius en vervolgens gewijzigd door de Italiaanse monnik en architect Giovanni Maria Bernardoni. Giovanni Trevano ontwierp de uiteindelijke vorm van de huidige gevel, de koepel en het barokke interieur. De Petrus-en Pauluskerk werd plechtig ingewijd op 8 juli 1635.
Tijdens de Poolse deling in de jaren 1809-1815 was de kerk een orthodoxe kerk. Sinds 1842 behoort de kerk tot de katholieke Allerheiligenparochie. In 1960 kreeg de kerk de status van basiliek.

## Architectuur
De gevel van dolomiet vertoont overeenkomsten met de Romeinse Il Gesùkerk. In de nissen van de gevel staan beelden van de jezuïtische heiligen Ignatius van Loyola, Franciscus Xaverius, Aloysius Gonzaga en Stanislaus Kostka. Boven het hoofdportaal bevindt zich een embleem van de orde van de Jezuïeten met de heiligen Sigismund van Bourgondië en Ladislaus I van Hongarije. Het interieur bestaat uit een breed schip met twee uit kapellen bestaande zijbeuken, een dwarsschip met een koepel op de kruising en een kort rechthoekig koor met een halfronde apsis.  
Voor de ingang van de kerk staan twaalf laat-barokke apostelfiguren op de zuilen van een balustrade. De kalkstenen beelden ontworpen door Kacper Bażanka en voltooid in 1722 door Dawid Heel. De huidige beelden betreffen kopieën van hetzelfde materiaal nadat oorspronkelijke 18e-eeuwse beelden ernstig waren aangetast door zure regen. 

## Interieur
In de koepel van de kerk hangt een slinger van Foucault waarmee de draaiing van de aarde wordt aangetoond. Het stucwerk in de gewelven werd door de Milanees Giovanni Battista Falconi aangebracht. In de apsis van het priesterkoor zijn van dezelfde kunstenaar scènes uit het leven van de beide patroonheiligen van de kerk en de beelden van de Poolse beschermheiligen Sint-Adalbert en St. Stanislaus te zien. In de zijbeuken wordt zijn werk frivoler en heeft hij putti verwerkt in decoratieve composities van stucwerk. 
In de crypte onder de altaarruimte van de kerk rust Pjotr Skarga, een Poolse jezuïet die de contrareformatie in het Pools-Litouwse Gemenebest leidde.
Het waarschijnlijk door Kacper Bazanka ontworpen laat-barokke hoogaltaar uit 1735 bevat een schilderij van Sint-Petrus met de sleutels van Józef Brodowski. In het kerkschip staat een vroeg-barokke kansel. Noemenswaardig zijn eveneens het grafmonument aan de noordelijke muur van het koor van de bisschop Andrzej Trzebicki uit de late 17e eeuw en de grafmonumenten in de zuidelijke transeptarm van de families Bartschów en Branickis.

## Afbeeldingen

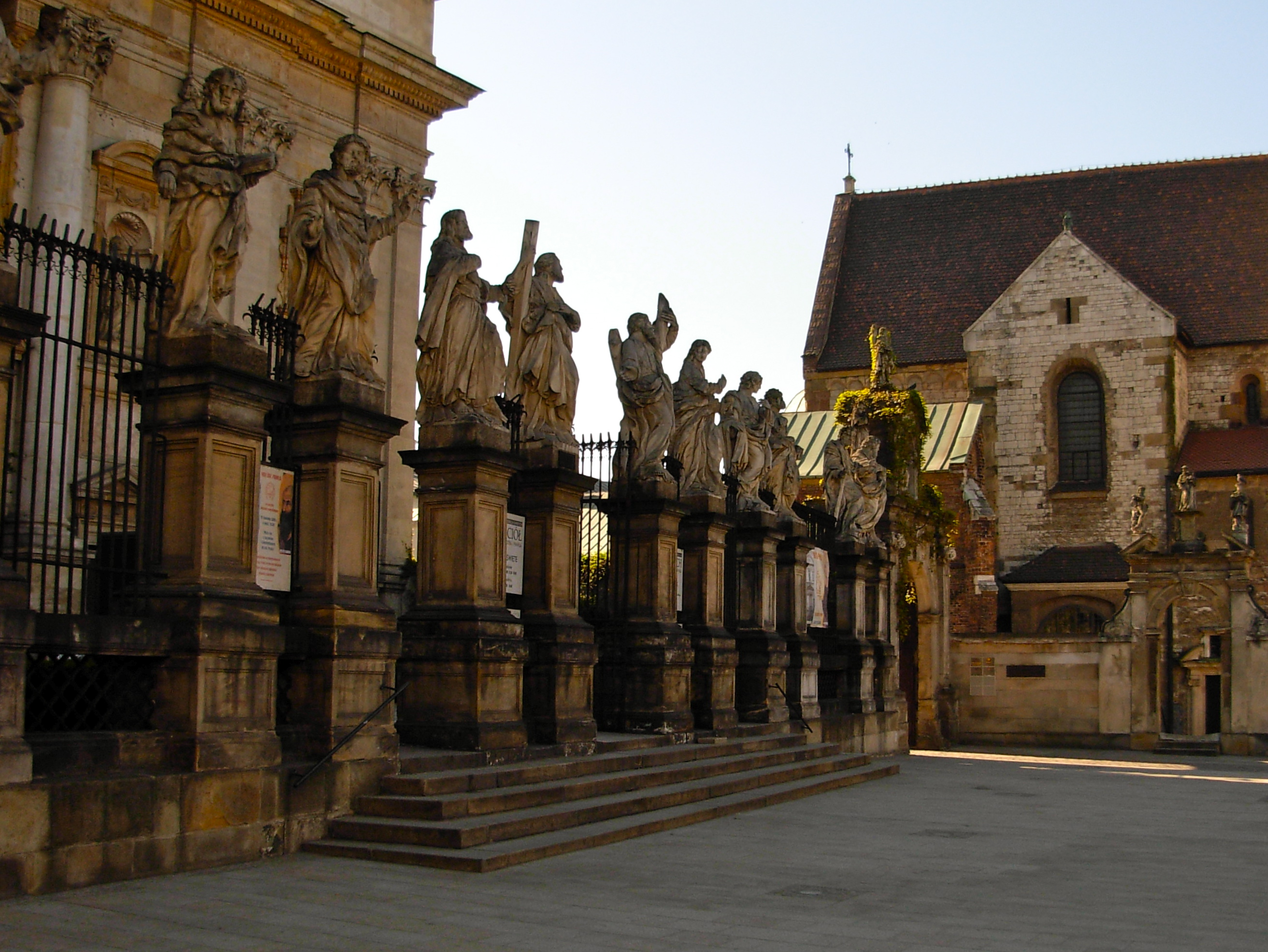
Apostelbeelden
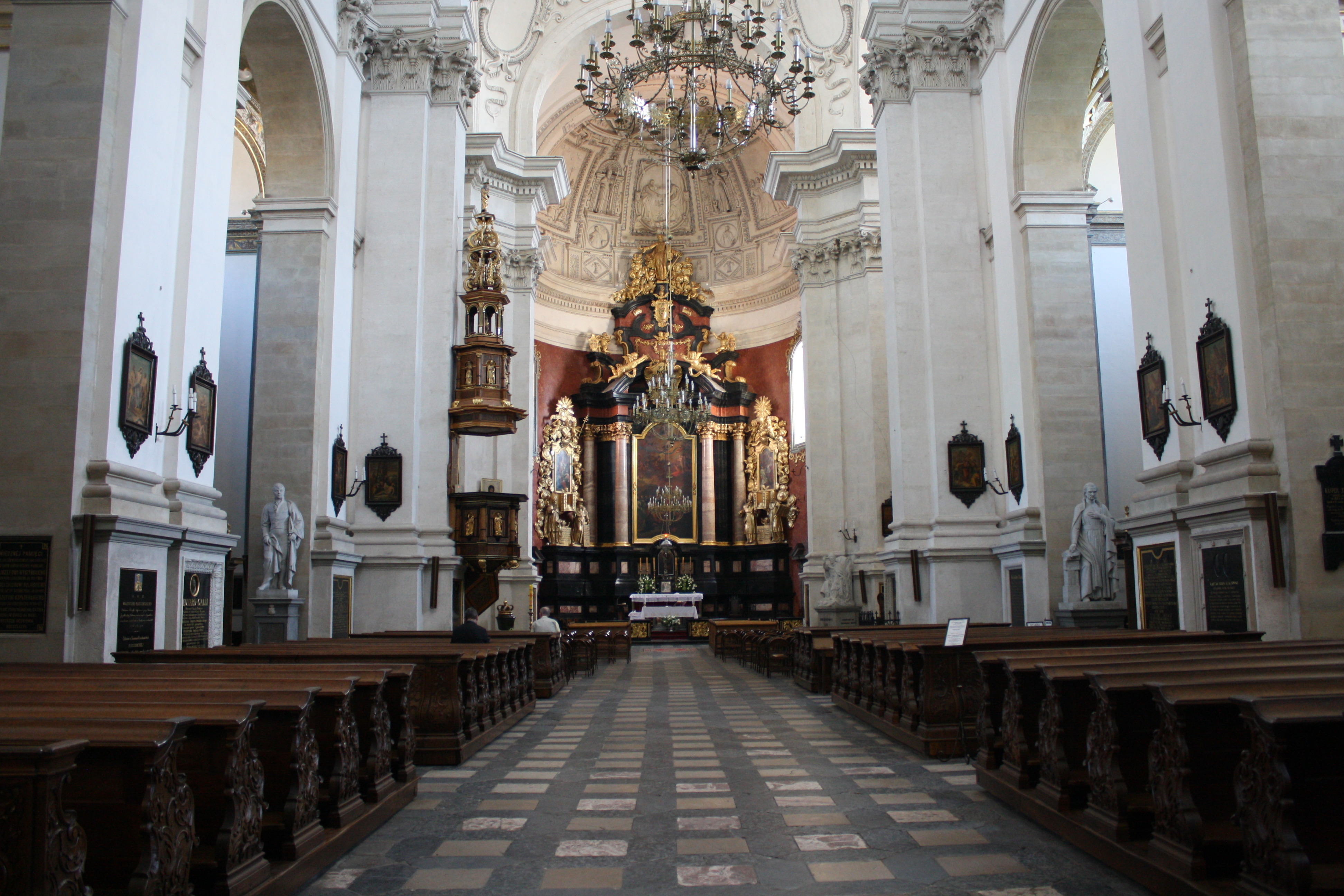
Interieur richting koor
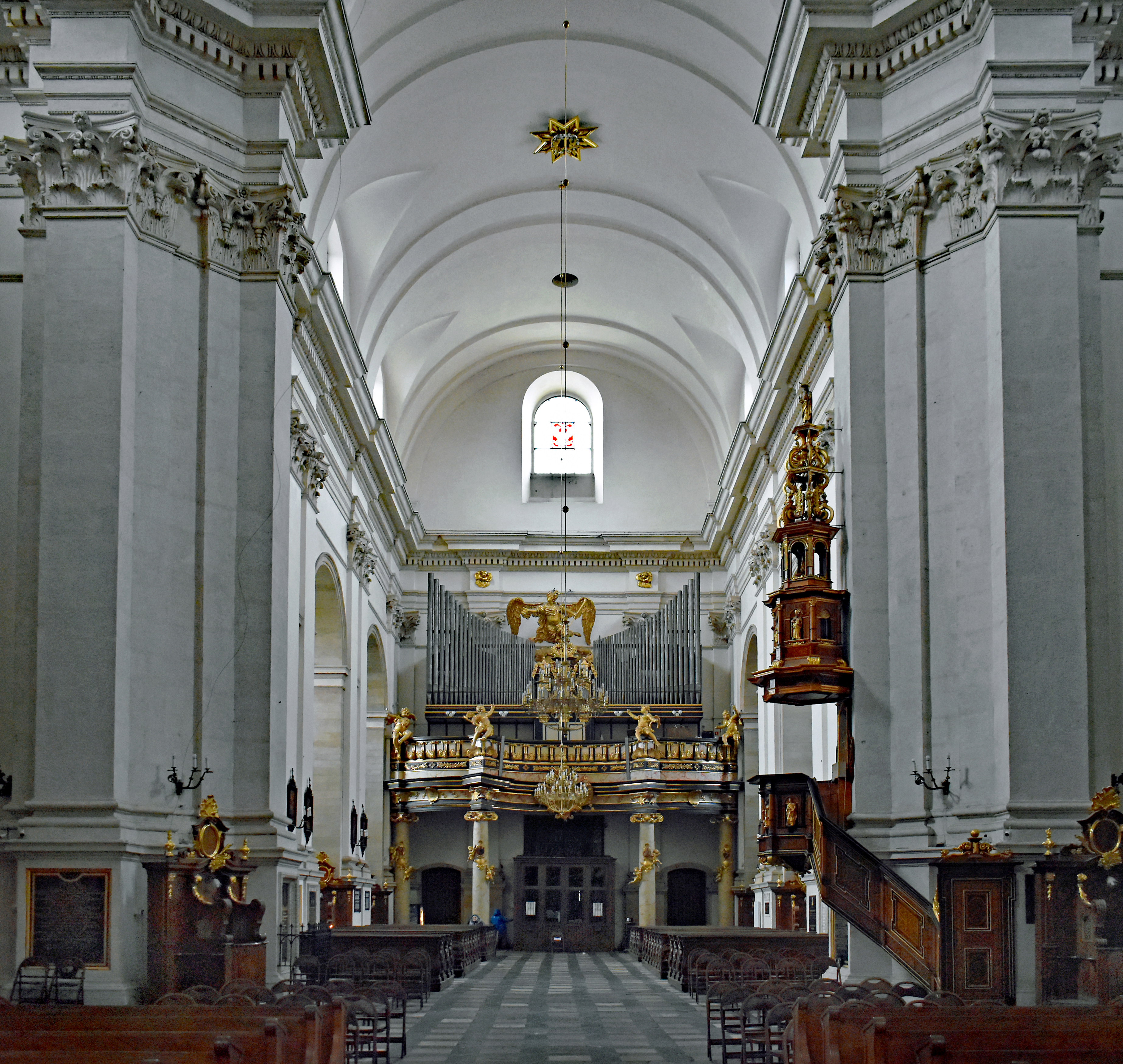
Interieur richting orgel
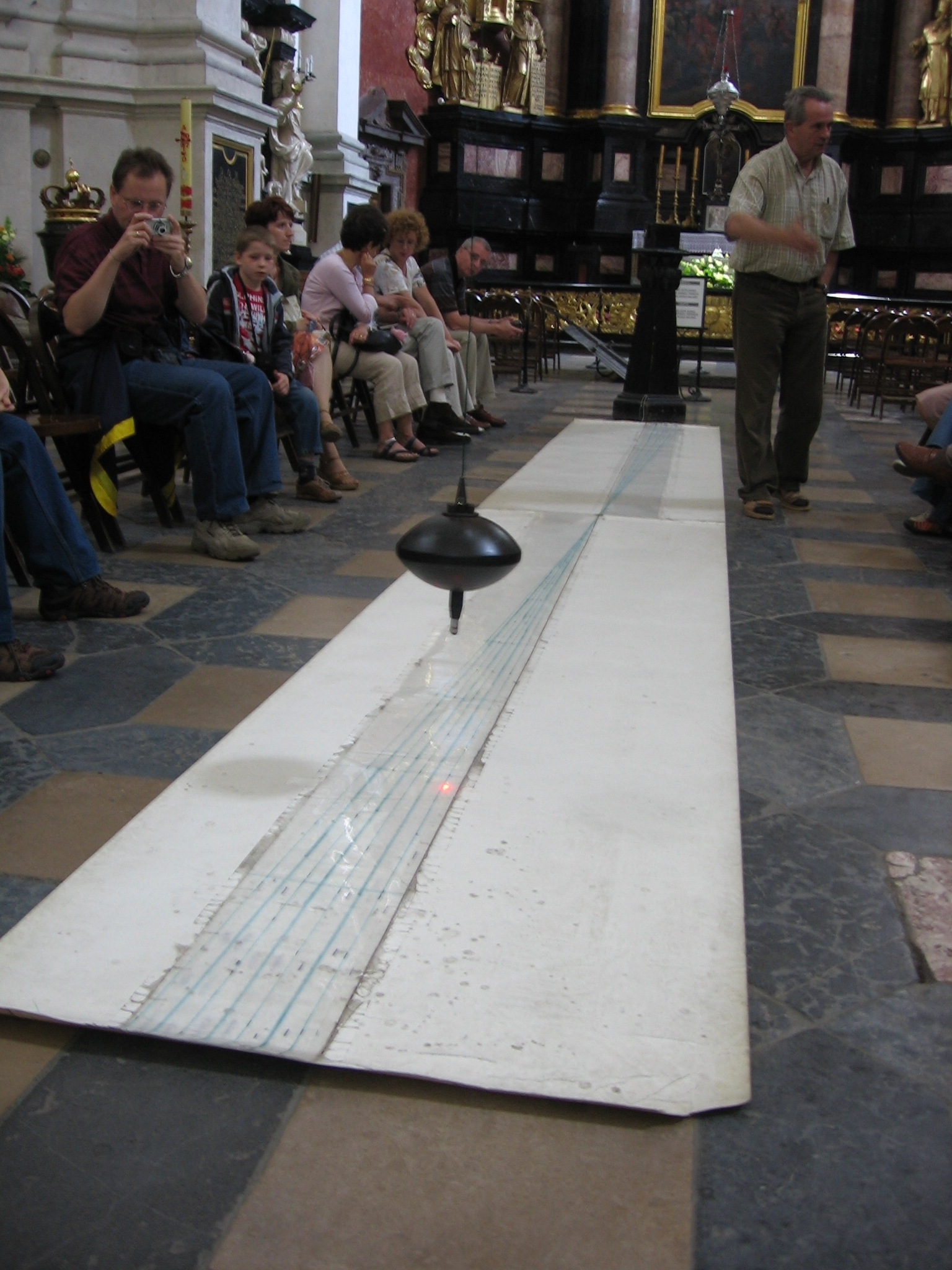
Slinger van Foucault